# Myiothlypis
Myiothlypis là một chi chim trong họ Parulidae.